# Thierry Boutsen
Thierry Marc Boutsen (Bruselas, Bélgica; 13 de julio de 1957) es un expiloto de automovilismo belga. Corrió con los equipos Arrows, Benetton, Williams, Ligier y Jordan de Fórmula 1. Resultó cuarto en 1988, quinto en 1989 y sexto en 1990, acumulando tres victorias y 15 podios a lo largo de su carrera. Además, logró tres podios absolutos en las 24 Horas de Le Mans, venció en las 24 Horas de Daytona y fue campeón del U.S. Road Racing Championship 1998.

## Carrera

### Inicios
En 1977, entró en el campeonato Fórmula Ford 1600 y lo ganó en 1978 con 15 victorias en 18 carreras. En 1979 pasó a Fórmula 3 Europea, ganando tres carreras en 1980 y quedando de segundo en el campeonato, detrás de Michele Alboreto. En 1981, pasó a la Fórmula 2 y fue de nuevo el segundo del campeonato, esta vez detrás de Geoff Lees.
En 1983 compitió en el Campeonato Europeo de Turismos y en el Campeonato Mundial de Resistencia, donde ganó en los 1000 km de Monza con Bob Wollek. En 1984 corrió en el Campeonato Mundial de Resistencia y el Deutsche Rennsport Meisterschaft con Porsche. En 1985 ganó las 24 Horas de Daytona con Pirsche, acompañado de Bob Wollek, A. J. Foyt y Al Unser.

### Fórmula 1

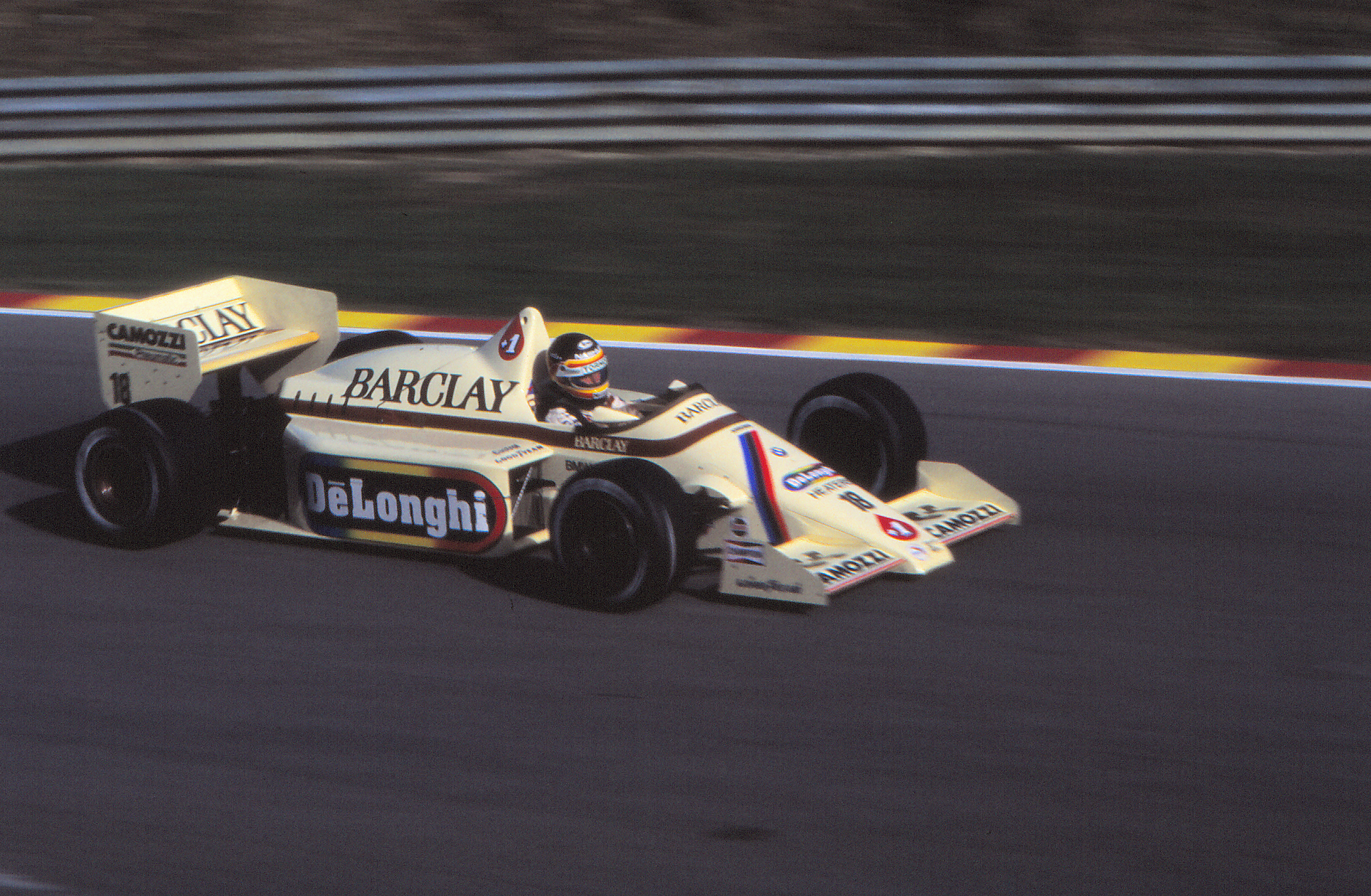
Boutsen en el GP de Europa 1985.

Su debut en Fórmula 1 fue con el equipo Arrows en el Gran Premio de Bélgica de 1983, permaneciendo cuatro años en el equipo. En las temporadas 1985 y 1986 pilotó el modelo Arrows A8. Llegó con reputación de un manejo rudimentario, pero en Arrows adquirió un estilo suave y conservador, siempre refinando sus habilidades consiguió estabilidad en el equipo y ocasionalmente puntos. En 1985 fue segundo en San Marino, cuarto en Alemania y sexto en Brands Hatch y Sudáfrica, por lo que terminó undécimo en el campeonato de pilotos.
Su verdadera oportunidad vino con su cambio a Benetton en 1987. Se destacó por ser un piloto muy consistente y de mente fría bajo presión. Ese año obtuvo un tercer puesto en Australia, dos cuartos y tres quintos, acabando octavo en el campeonato.

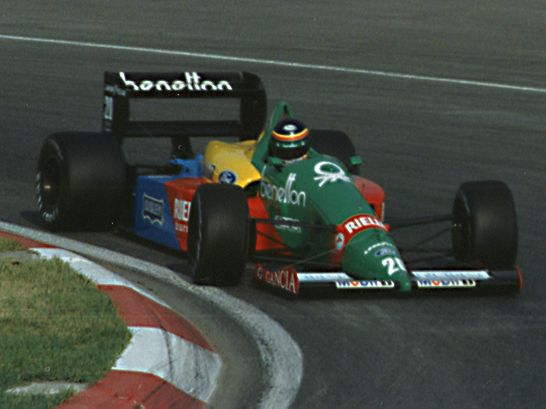
Boutsen en el Gran Premio de Canadá de 1988.

En 1988 acumuló cinco terceros puestos, por lo que se ubicó cuarto en el campeonato y llevó con Alessandro Nannini al equipo al tercer lugar del campeonato de constructores.
En 1989 Frank Williams lo contrató haciendo pareja con Riccardo Patrese. En 1989 ganó el Gran Premio de Canadá y el Gran Premio de Australia. Además obtuvo tres terceros puestos, dos cuartos y un sexto, de modo que finalizó quinto en el campeonato.
En 1990 ganó el Gran Premio de Hungría; superando por solo 0.288 segundos a su amigo Ayrton Senna que conducía un McLaren-Honda. Además obtuvo un segundo puesto en Gran Bretaña, un tercero en Estados Unidos, dos cuartos, tres quintos y un sexto, para terminar sexto en el campeonato.
Cuando en 1991 fue echado de Williams para hacer lugar a Nigel Mansell, se cambió al equipo Ligier como piloto número 1 durante dos temporadas. Pero los automóviles siempre fueron lentos y poco fiables, puntuando por única vez en Australia 1992. 
De allí pasó a Jordan en 1993, en donde opacado por un deslumbrante Rubens Barrichello, tras el Gran Premio de Bélgica se retiró de la Fórmula 1.

### Después de Fórmula 1
En 1993, Boutsen disputó las 24 Horas de Le Mans con un Peugeot 905 oficial, resultando segundo absoluto junto a Yannick Dalmas y Teo Fabi.
En 1994 llegó tercero con un Porsche Dauer 962 Le Mans, acompañado de Hans-Joachim Stuck y Danny Sullivan. En 1995 llegó sexto con un Kremer K8 Spyder Porsche, contando como compañeros a Stuck y Christophe Bouchut. El belga fue segundo absoluto en las 24 Horas de Le Mans de 1996 y abandonó en 1997 con un Porsche 911 GT1 oficial, en ambos casos acompañado de Stuck y Wollek.
Por otra parte, Boutsen disputó el Campeonato Alemán de Superturismos con un Ford Mondeo, acabando décimo en 1994 y 18.º en 1995. En 1997 disputó el Campeonato FIA GT con un Porsche 911 GT1 oficial, resultando 15.º.
En 1998 corrió el U.S. Road Racing Championship con un Porsche 911 GT1 de Champion, resultando campeón de la clase GT1 con una victoria en las 6 Horas de Watkins Glen. En 1999 fue cuarto en las 12 Horas de Sebring, nuevamente con un Porsche 911 GT1.
En 1998 y 1999, el belga pilotó un Toyota GT-One oficial en las 24 Horas de Le Mans, abandonando en ambos casos. Después de chocar en las 24 Horas de Le Mans de 1999, se retiró completamente del mundo del automovilismo.
Actualmente maneja su propia compañía, Boutsen Aviation, en Mónaco.

## Resultados

### Fórmula 1
(Clave) (negrita indica pole position) (cursiva indica vuelta rápida)

| Año  | Escudería                  | 1       | 2       | 3       | 4       | 5       | 6       | 7       | 8       | 9       | 10      | 11      | 12      | 13      | 14      | 15      | 16      | Pos. | Puntos |
| ---- | -------------------------- | ------- | ------- | ------- | ------- | ------- | ------- | ------- | ------- | ------- | ------- | ------- | ------- | ------- | ------- | ------- | ------- | ---- | ------ |
| 1983 | Arrows Racing Team         | BRA     | USA     | FRA     | SMR     | MON     | BEL Ret | USA 7   | CAN 7   | GBR 15  | GER 9   | AUT 13  | NED 14  | ITA Ret | EUR 11  | RSA 9   |         | NC   | 0      |
| 1984 | Barclay Nordica Arrows BMW | BRA 6   | RSA 12  | BEL Ret | SMR 5   | FRA 11  | MON DNQ | CAN Ret | USA Ret | USA Ret | GBR Ret | GER Ret | AUT 5   | NED Ret | ITA 10  | EUR 9   | POR Ret | 15.º | 5      |
| 1985 | Barclay Arrows BMW         | BRA 11  | POR Ret | SMR 2   | MON 9   | CAN 9   | USA 7   | FRA 9   | GBR Ret | GER 4   | AUT 8   | NED Ret | ITA 9   | BEL 10  | EUR 6   | RSA 6   | AUS Ret | 11.º | 11     |
| 1986 | Barclay Arrows BMW         | BRA Ret | ESP 7   | SMR 7   | MON 8   | BEL Ret | CAN Ret | USA Ret | FRA NC  | GBR NC  | GER Ret | HUN Ret | AUT Ret | ITA 7   | POR 10  | MEX 7   | AUS Ret | NC   | 0      |
| 1987 | Benetton Formula Ltd.      | BRA 5   | SMR Ret | BEL Ret | MON Ret | USA Ret | FRA Ret | GBR 7   | GER Ret | HUN 4   | AUT 4   | ITA 5   | POR 14  | ESP 16  | MEX Ret | JPN 5   | AUS 3   | 8.º  | 16     |
| 1988 | Benetton Formula Ltd.      | BRA 7   | SMR 4   | MON 8   | MEX 8   | CAN 3   | USA 3   | FRA Ret | GBR Ret | GER 6   | HUN 3   | BEL DSQ | ITA 6   | POR 3   | ESP 9   | JPN 3   | AUS 5   | 4.º  | 27     |
| 1989 | Canon Williams Team        | BRA Ret | SMR 4   | MON 10  | MEX Ret | USA 6   | CAN 1   | FRA Ret | GBR 10  | GER Ret | HUN 3   | BEL 4   | ITA 3   | POR Ret | ESP Ret | JPN 3   | AUS 1   | 5.º  | 37     |
| 1990 | Canon Williams Renault     | USA 3   | BRA 5   | SMR Ret | MON 4   | CAN Ret | MEX 5   | FRA Ret | GBR 2   | GER 6   | HUN 1   | BEL Ret | ITA Ret | POR Ret | ESP 4   | JPN 5   | AUS 5   | 6.º  | 34     |
| 1991 | Ligier Gitanes             | USA Ret | BRA 10  | SMR 7   | MON 7   | CAN Ret | MEX 8   | FRA 12  | GBR Ret | GER 9   | HUN 17  | BEL 11  | ITA Ret | POR 16  | ESP Ret | JPN 9   | AUS Ret | NC   | 0      |
| 1992 | Ligier Gitanes Blondes     | RSA Ret | MEX 10  | BRA Ret | ESP Ret | SMR Ret | MON 12  | CAN 10  | FRA Ret | GBR 10  | GER 7   | HUN Ret | BEL Ret | ITA Ret | POR 8   | JPN Ret | AUS 5   | 14.º | 2      |
| 1993 | Sasol Jordan               | RSA     | BRA     | EUR Ret | SMR Ret | ESP 11  | MON Ret | CAN 12  | FRA 11  | GBR Ret | GER 13  | HUN 9   | BEL Ret | ITA     | POR     | JPN     | AUS     | NC   | 0      |